# 贝尔莎·帕平海姆
贝尔莎·帕平海姆（Bertha Pappenheim，1859年2月27日 – 1936年5月28日）是一位奥地利犹太女性主义者、社会先驱、犹太妇女协会的奠基人。她也是約瑟夫·布羅伊爾和弗洛伊德合著的癔症研究中提到的一名癔症患者。

## 相关链接
- 转化型癔症
- 类催眠状态